# Traugott von Unverricht
Johann Heinrich Traugott von Unverricht (* 31. Januar 1803; † 1. Mai 1873 in Eisdorf bei Striegau) war ein deutscher Rittergutsbesitzer und Parlamentarier.

## Leben
Traugott von Unverricht studierte an der Schlesischen Friedrich-Wilhelms-Universität Breslau. 1821 wurde er Mitglied des Corps Borussia Breslau. Als Rittergutsbesitzer wurde er Landesältester in Eisdorf. 1861 wurde er nobilitiert. In der Preußischen Armee diente er bei der Landwehr. 1849 war er Hauptmann im 3. Bataillon des 10. Landwehrregiments in Schweidnitz in Schlesien. 1850–1852 war Unverricht Mitglied der Ersten Kammer des Preußischen Landtags. 1866/67 vertrat er als Abgeordneter den Wahlkreis Breslau 6 im Preußischen Abgeordnetenhaus. Er gehörte der Fraktion der Konservativen Partei (Preußen) an.